# Christine Kopp

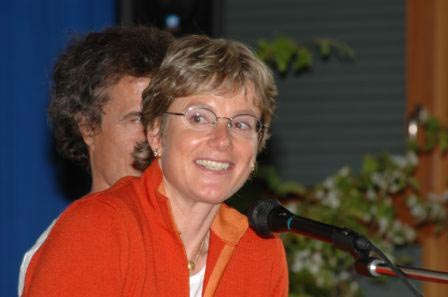
Christine Kopp

Christine Kopp (* 15. Januar 1967 in Bern) ist eine Schweizer Autorin, Bergsteigerin, Alpinjournalistin und Übersetzerin.

## Leben
Christine Kopp wuchs in Bern auf. Nach abgeschlossener Matura und Sprachaufenthalten in Italien erwarb sie an der Dolmetscher- und Übersetzerschule Zürich ein Diplom als Übersetzerin für Französisch, Italienisch und Englisch.
Seit 1991 arbeitet sie freiberuflich als Übersetzerin, Autorin, Redakteurin, Journalistin und Filmautorin mit den Spezialgebieten Alpinismus und Tourismus. Unter anderem übersetzte sie Bücher von Riccardo Cassin, Walter Bonatti und Erhard Loretan ins Deutsche.
Von 1994 bis 2007 war sie Redakteurin der Alpinismusseiten der Neuen Zürcher Zeitung.
Mit den Bergsteigern Thomas Ulrich und Stephan Siegrist sowie dem Kameramann Christoph Frutiger realisierte sie verschiedene Film- und Buchprojekte. Sie ist aktive Bergsteigerin (Sport- und Eisklettern, Hoch- und Skitouren, Trekkings) und nahm an mehreren Expeditionen teil, u. a. zu Denali und Mount Blackburn in Alaska.
Christine Kopp wohnt in Pasturo am Comersee und in Bern.

## Bücher
- Reisen zum Abenteuer, Weber Verlag, Thun 2004. Mit Thomas Ulrich.
- Horizont Nord, Eigenverlag, 2008. Mit Thomas Ulrich.
- Schlüsselstellen, Eigenverlag, 2009.
- Betsy Berg. 41 Geschichten aus Berg und Tal. Mit Illustrationen von Esther Angst. Eigenverlag, 2012.

## Übersetzungen (Auswahl)
- Jean Ammann/Erhard Loretan: Den Bergen verfallen, Paulusverlag, Freiburg 1996.
- Erhard Loretan: Himalaya. Ansichten, Paulusverlag, 1998.
- Walter Bonatti: Berge meines Lebens, AS Verlag, Zürich 2000.
- Riccardo Cassin: Erster am Seil, AS Verlag, 2003.
- Simon Kehrer/Walter Nones: Teufelswand, Malik/Piper Verlag, München 2010.

## Filme
- Cerro Torre. Sie wollen ihn nicht verstehen ... , Dokumentation einer erfolglosen Expedition am Cerro Torre, 2002. Mit Christoph Frutiger und Thomas Ulrich.
- Adrian Frutiger: Der Mann von Schwarz und Weiss, Porträt des Schriftgestalters Adrian Frutiger, 2004. Mit Christoph Frutiger.
- Lightning Strike – Arwa Tower, Dokumentation einer Expedition in den Garhwal Himalaya, 2008. Mit Christoph Frutiger und Stephan Siegrist.